# Вітер зі сходу (фільм, 1992)
«Вітер зі сходу» (фр. Vent d'est) — кінофільм спільного, французько-швейцарського виробництва, біографічна драма, в основі якої реальна історія долі генерала Бориса Смисловського і його підлеглих з дивізії «Руссланд». У ролі Смисловського Малкольм Макдавелл.

## Сюжет
Фільм заснований на реальних подіях. Генерал Смисловський з залишками Першої Російської національної армії («Руссланд») вермахту (солдати, офіцери, та їх сім'ї, всього близько 500 чоловік), в останні дні Другої світової війни, знаходять притулок на території нейтрального князівства Ліхтенштейн, все населення якого становить близько 12 тисяч осіб, і яке практично не має власних збройних сил. Князь особисто виступає за надання росіянам статусу військовополонених, всупереч волі переможних союзників і Радянського Союзу. У разі видачі полонених радянській владі їх доля вирішена наперед, перед очима — приклад армії генерала Власова. І маленька держава в центрі Європи кидає виклик світовим державам, заступившись за жменьку колабораціоністів.
Радянська комісія, яка прибула в князівство для переговорів про видачу «зрадників» осоромлена, головний трофей (генерал Смисловський) їм не дістався. Однак близько 200-от полонених (деякі з жінками) добровільно погодилися повернутися в СРСР. У товарних вагонах вони дісталися лише території Угорщини, де всі були розстріляні з кулеметів. Генерал Смисловський і частина його людей перебралися в Аргентину, інші залишилися в Ліхтенштейні.

## У ролях
- Малкольм Макдавелл — генерал Смисловський
- П'єр Ванек — доктор Гооп, прем'єр-міністр Ліхтенштейну
- Аннік Бланшто — дружина доктора Хоопа
- Жан-Франсуа Балмер — Антон
- Людмила Мікаель — капітан Барінкова
- Войцех Пшоняк — полковник Чеко
- Катрін Фро — Березня Хубнер
- Каролін Сіоль — графиня Ірен
- Катрін Бідо — Наталія Петрова
- Серж Ренко — Григорій Петров
- Жан де Конінк — місьє Брандт
- Дженеве Мніш — мадам Брандт
- Патріс Олександр — князь Ліхтенштейну Франц Йосип II
- Олена Сафонова — принцеса Ліхтенштейну
- Клементін Селарі — Ганна
- Ян Янковський — Юрій Мікольський
- Вітольд Дембицький — Клаус, член парламенту Ліхтенштейну
- Яцек Лентарович — Валеріан Клименко
- Йовіта Мендліковська — Ліза
- Цезарі Моравський — бандит
- Сара Ванікофф — Фаріда
- Станіслав Бичисько — Аллен Даллес

## Технічний аркуш
- Режисер: Робер Енріко
- Сценарій: Робер Енріко, Фредерік Файярді, Марк Міллер
- Композитор: Карл-Хайнц Шафер
- Оператор: Мішель Абрамович
- Монтаж: Патриція Нені
- Країна:  Франція /  Швейцарія
- Мова: французька
- Колір: Most Popular Color Titles [Архівовано 1 лютого 2018 у Wayback Machine.]
- Звук: стереозвук

## Історія створення
Зйомки фільму проходили в Польщі.